# Mésoscaphe Auguste Piccard
Le mésoscaphe Auguste Piccard est un sous-marin touristique construit  en Suisse par Jacques Piccard pour servir d'attraction lors de l'exposition nationale suisse de 1964. Il fut nommé l’Auguste Piccard en l'honneur du père du constructeur.

## Histoire[1]
- 1953 : Auguste Piccard imagine le projet.
- 1961 : présentation du projet par Jacques Piccard à la direction de l'exposition nationale.
- 1962 : le 10 décembre, le projet est accepté à l'unanimité, décision de la construction.
- 1963 : au mois de février, début de la construction par la société Giovanola Frères SA à Monthey / Valais. Durant ce même mois de février dans le cadre d'essais d'immersion un test grandeur nature est effectué avec une locomotive à vapeur Eb 3/5 dans le lac Léman[2].
- 1964 :
  - la direction remarque que Jacques Piccard n'avait pas de diplôme d'ingénieur, elle lui retire la direction du projet.
  - le 27 février, le mésoscaphe quitte les ateliers de Giovanola SA. Après inauguration, il est remorqué par le bateau à roues à aubes l'Italie, de la CGN, de Port-Valais à Lausanne, durant l'après-midi et la soirée, à une vitesse de 8/10 km/h[3],[4],[5].
  - le 7 avril, 1re plongée au large de Vidy.
  - juillet : 1re plongée touristique, 2 mois et demi après le début de l'exposition, 33 000 personnes auront été transportées jusqu'au fond du Léman lors de plus de mille plongées[6].

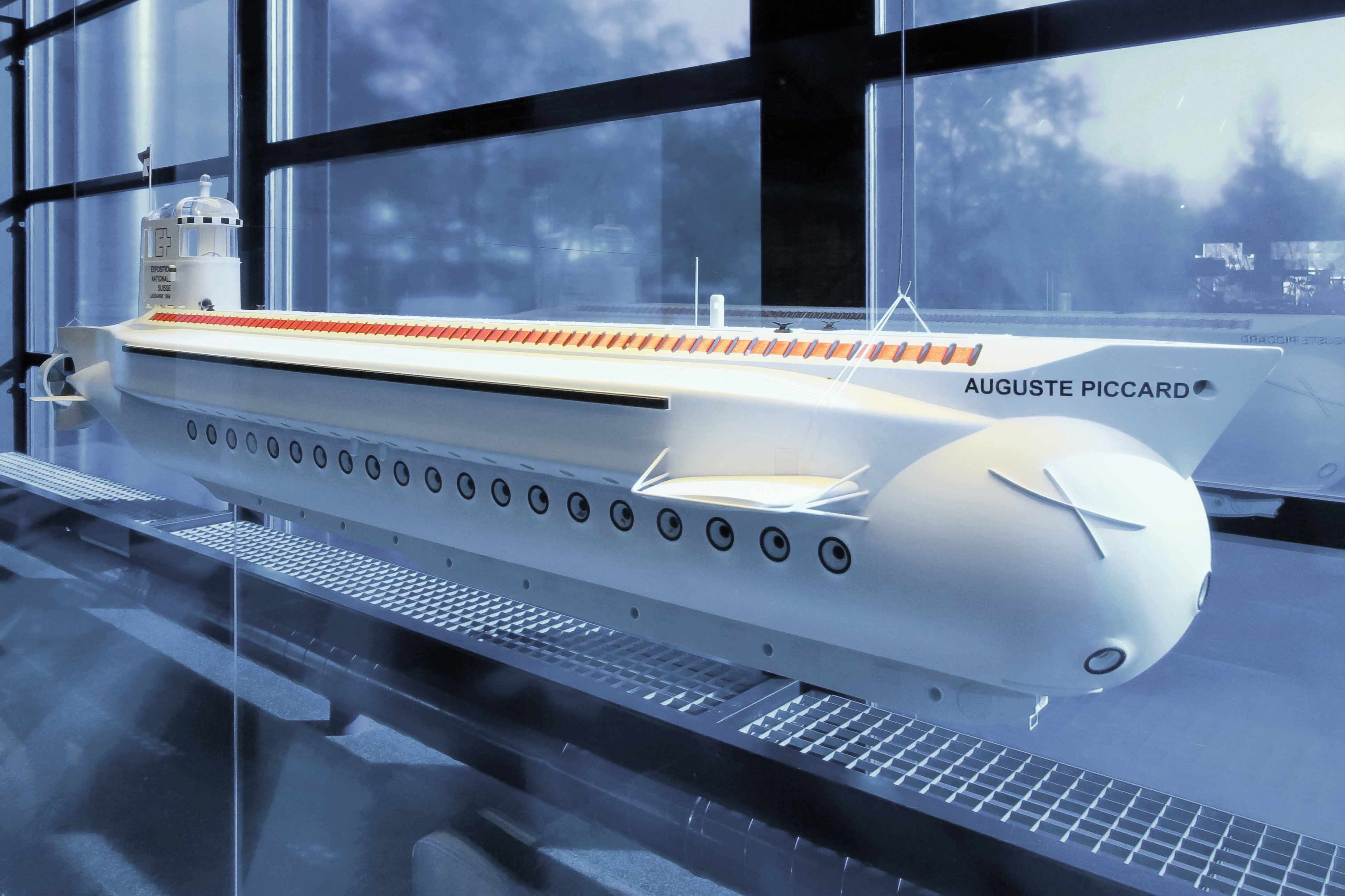
Maquette du mésoscaphe.
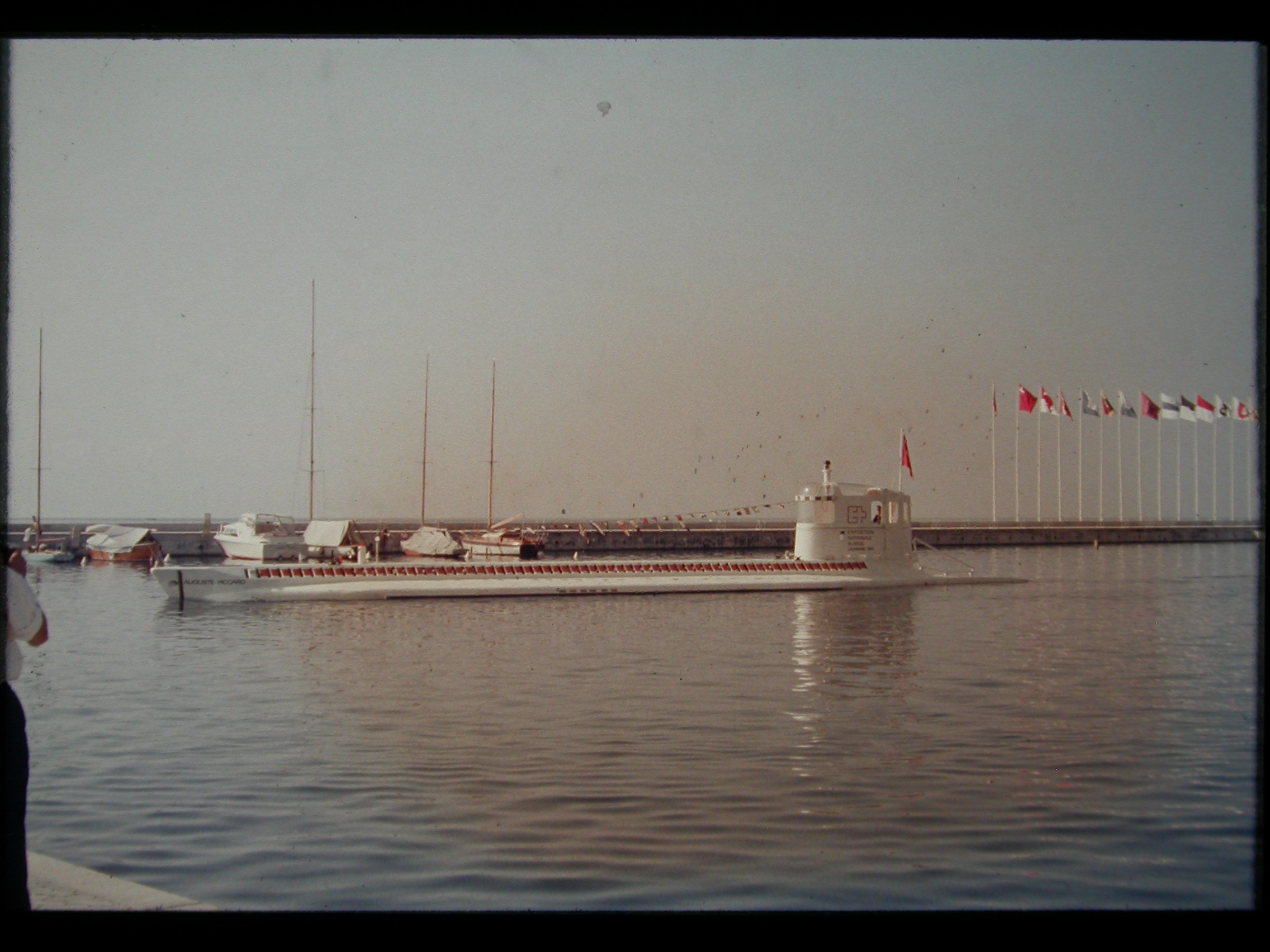
Le mésoscaphe à Lausanne en septembre 1964.

- 1965 : le 17 novembre, l'engin quitte définitivement le lac Léman.
- 1966 : le 12 avril, départ de Suisse pour la Méditerranée. Arrivée à Marseille le 27 avril.
- 1969 : revente à une compagnie américaine basée à Vancouver, Horton Maritine, pour 1,7 million de francs suisse. À Vancouver, le mésoscaphe fut transformé : notamment, augmentation de l'autonomie et remplacement des moteurs électriques par un moteur Diesel.
- 1984 : le mésoscaphe est mis en cale sèche et transporté aux États-Unis. Il y reste 23 ans, abandonné, à Galveston (Texas).
- 1986 : un industriel texan rachète le sous-marin pour 15 000 francs suisses.
- 1998 : le 3 mai, l'association pour le mésoscaphe le rachète pour 35 000 francs suisses.
- 1999 : une équipe de bénévoles décide de le rapatrier en Suisse pour en faire une attraction. En avril le sous-marin quitte le port de Galveston pour Marseille, arrivée en mai, puis départ pour le Bouveret (Suisse) en juin, en remontant le Rhône jusqu'à Chalon.
- 2001 : le 27 septembre, le mésoscaphe arrive à Morat pour être exposé sur la rive du lac dans le cadre de Expo02 qui eut lieu du 15 mai 2002 au 20 octobre 2002.
- 2005 : il est transféré au Musée suisse des transports de Lucerne, pour y être restauré.

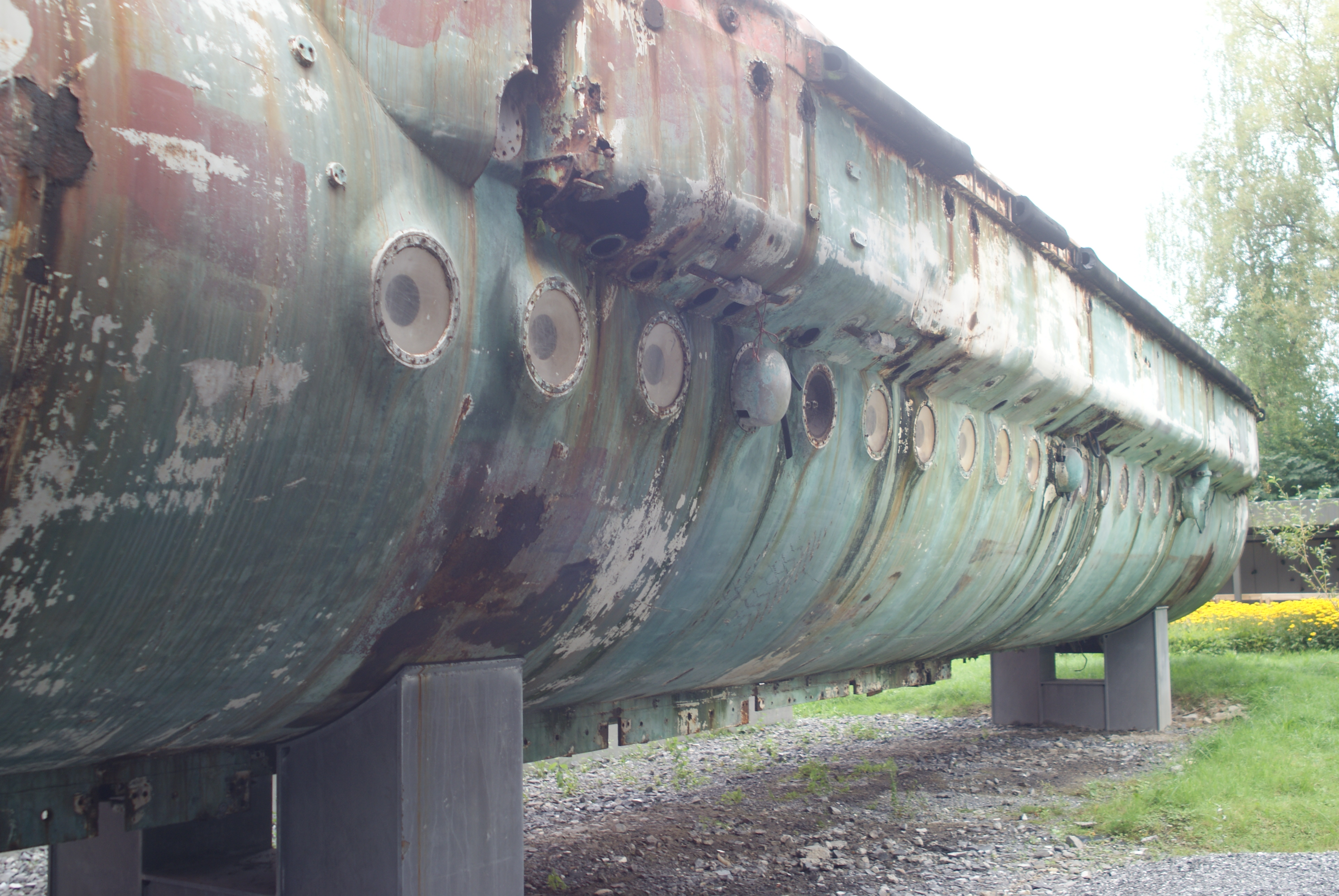
Le mésoscaphe à Lucerne en 2008.
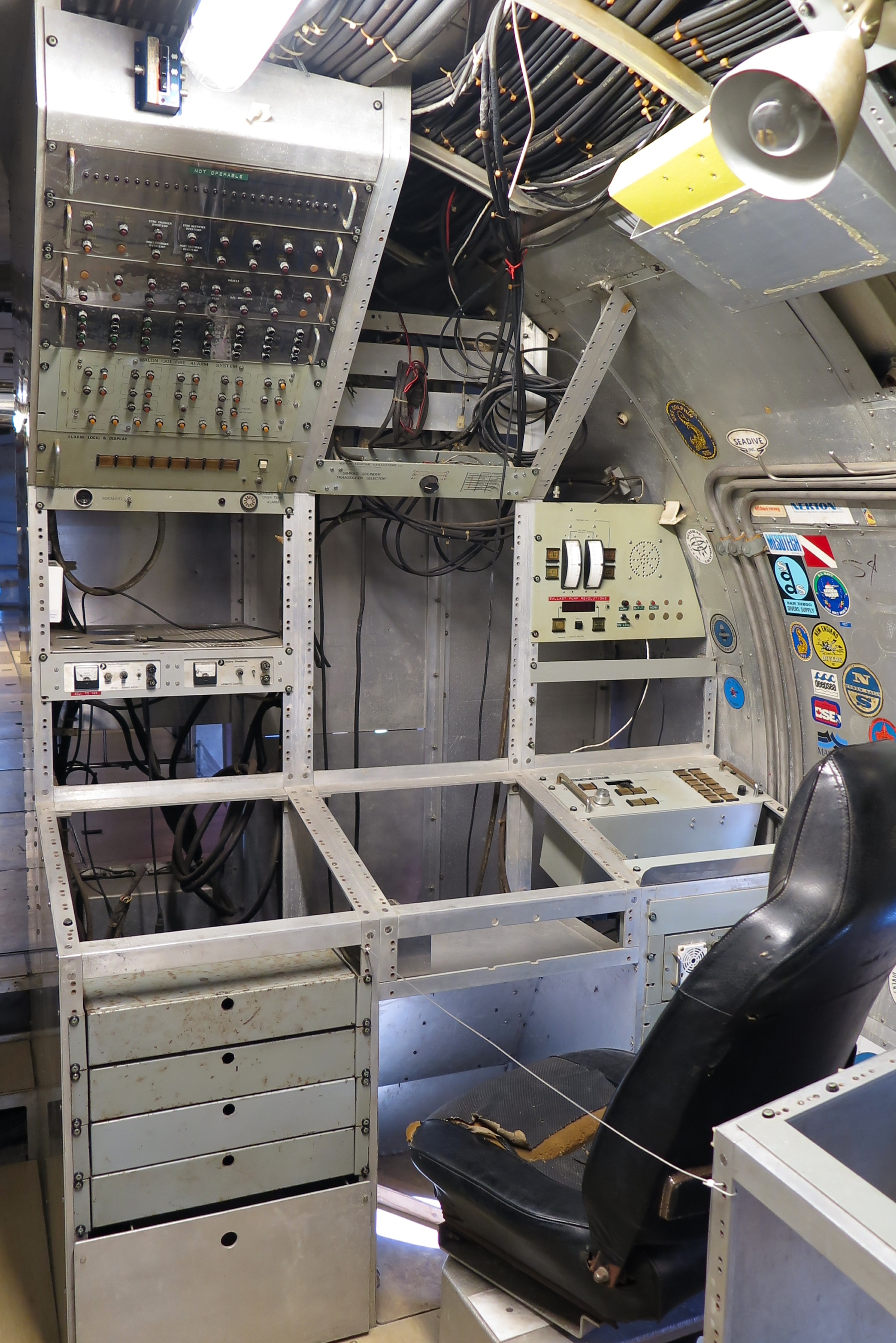
Poste de pilotage.

- 30 octobre 2014 : après neuf ans de travaux de restauration, le « mésoscaphe PX-8 » Auguste Piccard  est exposé au Musée des Transports de Lucerne[7].

## Caractéristiques
- Poids : 160 tonnes
- Épaisseur de la coque : 38 mm
- Puissance du moteur : 75 ch
- Vitesse : 5 nœuds (9,3 km/h)
- Nombre de places : 40
- Source d'énergie : électrique. Batteries de 620 kWh
- Profondeur maximum : 800 m
- Prix : 7,3 millions de francs suisses
- Plongées : 112e pendant l'exposition, 33 000 passagers
- Éclairage :  38 projecteurs placés sous les ballasts, 12 sous la quille et 3 à l'avant
- Longueur : 28 m
- Hauteur : 7 m